# Enfrentamientos en Apure en 2021
Los enfrentamientos de Apure de 2021 iniciaron el domingo 21 de marzo de 2021 en el sur del municipio Páez, del Estado Apure en Venezuela, específicamente en la localidad de La Victoria, zona fronteriza con Colombia, entre grupos guerrilleros, identificados como un grupo rebelde de las disidencias de las Fuerzas Armadas Revolucionarias de Colombia (FARC-EP), y el gobierno de Venezuela dirigido por Nicolás Maduro. Conflicto que tuvo como sobrevivientes al primer teniente rincón y al teniente G.Muñoz Según la ONG Fundaredes, el grupo involucrado estaba dirigidos por alias Farley, quienes no aceptaban recibir órdenes de los guerrilleros Jesús Santrich e Iván Márquez.
El conflicto provocó más de 5000 desplazados venezolanos en territorio colombiano, la destrucción de un centro de oficinas de aduana en La Victoria, se realizó bombardeos aéreos dirigidos por la aviación venezolana en la zona, el deceso de un total de dieciséis militares y 37 heridos de las fuerzas armadas venezolanas; y el deceso de nueve presuntos guerrilleros, dentro de las cuales se ha declarado actos de violaciones de derechos humanos de parte de fuerzas de seguridad de Venezuela.

## Contexto
Las primeras denuncias de la invasión de grupos subversivos a la zona las datan de la ONG Fundaredes entre 1998 y 2000. Sin embargo, se volvió cotidiano conocer sobre la defensa que se hacía al grupo de las Fuerzas Armadas Revolucionarias de Colombia (FARC-EP) y del Ejército de Liberación Nacional (ELN) durante el nuevo gobierno de Hugo Chávez. Las denuncias iniciaron desde al menos 2006. No fue hasta el 22 de marzo del 2017 cuando miembros de las Fuerza Armada Nacional Bolivariana desmantelaron un campamento de un grupo armado irregular,al cuál decían que pertenecían a "paramilitares colombianos" pertenecientes a las AUG, esto en el municipio de Ayachucho, Táchira. Los enfrentamientos posteriores dejaron un saldo de 9 a 12 civiles armados muertos y dos soldados venezolanos heridos, así como el aseguramiento de armas, municiones y uniformes militares.
En 2018 el diputado Américo de Grazia había denunciado la presencia del ELN con el aval del gobernador Justo Noguera; el gobierno de Nicolás Maduro respondió acusando a De Grazia como pranes del oro, lo cual nunca fue demostrado.
Líderes guerrilleros como Luciano Marín Arango alias «Iván Márquez» y Seuxis Pausias Hernández Solarte alias «Jesús Santrich» y otros de las disidencias de las FARC-EP activas, han sido desligados por los medios de comunicación como responsables del ataque, atribuyéndolo a rebeldes internos del grupo armado.

## Desarrollo

### Inicio de los enfrentamientos
El 21 de marzo de 2021, un grupo armado irregular identificado como un grupo rebelde de los disidentes de las FARC-EP inició un ataque al batallón del ejército venezolano en el pueblo de La Victoria, el cual está ubicado en la frontera colombo-venezolana. El ataque continuó el 23 de marzo a las 8:00 p. m. dejando a la zona sin energía eléctrica, según informó la ONG venezolana Fundaredes. Audios presentados acusan que el inicio del ataque se debe a los intereses de unos generales y coroneles militares que llegaron a la zona aplicando la extorsión, el chantaje y el beneficio personal. Algunos frentes disidentes tomaron distancia de los enfrentamientos, llegando a rechazar la participación de grupos irregulares en actos de violencia de otros países.
Apenas iniciaron los enfrentamientos se reportó una fuerte movilización militar hacia el estado Apure, siendo tomado y militarizado el aeropuerto de Guasdualito, una de las ciudades más importantes del estado. Ese mismo día, aviones de combate K-8 de la fuerza aérea venezolana bombardearon la parte baja de La Victoria. Javier Tarazona, director de Fundaredes, afirmó que los bombardeos y enfrentamientos estaban dirigidos en contra de campamentos dirigidos por alias Farley y que no aceptaban recibir órdenes de los guerrilleros Jesús Santrich e Iván Márquez.
Un día después de que el conflicto iniciase, el 22 de marzo, el general Vladimir Padrino López, ministro de Defensa venezolano, reportó que dos militares venezolanos habían muerto y que 32 guerrilleros habían sido aprehendidos. También dijo haber «neutralizado» a quien comandó los ataques, alias «Nando», dando por controlada la situación. Los enfrentamientos y movilización de artillería continuaron en los días subsiguientes, por lo que la información proporcionada por el ministerio de un supuesto control de la situación era falsa.
En la noche del 23 de marzo, la aduana local fue destruida por los grupos guerrilleros usando explosivos, dejando el edificio en completas ruinas. Tras el ataque a la aduana, La Victoria se quedó sin energía eléctrica, por lo que las comunicaciones con la zona fueron cortadas, y la mayoría de la información se difundió a través de redes sociales. Human Rights Watch reportó que más de tres mil civiles venezolanos han sido desplazados hacia Arauquita (Arauca) en Colombia, tras el conflicto armado, donde ya se han establecido centros para atender a los refugiados. El 24 de marzo, a través de la organización por los derechos humanos Provea, locales de La Victoria reportaron atropellos, violaciones de los derechos humanos y robos de bienes de parte de oficiales venezolanos.
Los combates armados continuaron el 25 de marzo, cuando se registraron nuevos enfrentamientos entre guerrilleros y las FANB. Artillería autopropulsada fue utilizada por militares venezolanos en el combate, incluidas tres tanquetas. Vladimir Padrino López atribuyó el enfrentamiento al gobierno de Colombia, con supuesta colaboración y auspicio de Estados Unidos. Durante el enfrentamiento, se realizaron detenciones arbitrarias, y militares venezolanos habrían pedido dinero para su liberación.
Fundaredes alertó el 26 de marzo que se habían producido varios ataques contra la población civil durante los enfrentamientos. Su director, Javier Tarazona, denunció que en la zona de La Victoria se estaban cometiendo violaciones masivas de los derechos humanos contra los civiles, señalando los parecidos con la masacre de El Amparo, donde las Fuerzas Armadas asesinaron a civiles y luego pretendieron decir que eran guerrilleros. Marino Alvarado, coordinador de la ONG Provea, alertó de que «la denuncia de presunta ejecución de cinco miembros de una misma familia en El Ripial se asemeja a la masacre de El Amparo en 1988, perpetrada por policías y militares donde se asesinó a 14 pescadores y los presentaron como guerrilleros». La diputada opositora Delsa Solórzano envió un informe a la Oficina de la Alta Comisionada para los Derechos Humanos de la ONU, Michelle Bachelet, con testimonios y pruebas de violaciones de los derechos humanos durante el operativo militar.

### Recrudecimiento de las hostilidades

##### 2021
Para el 3 de abril falleció un cabo segundo de las Fuerzas Armadas Venezolanas por la mala manipulación de una granada que resultó en que explotara dentro de un mortero, más tarde murió un primer teniente en el hospital y resultaron diez heridos en este accidente. Un balance oficial determina que van seis militares venezolanos fallecidos, nueve presuntos terroristas fallecidos, los cuales no han sido identificados, y suman treinta detenidos. Un nuevo informe dado por el ministro de Defensa venezolano, Vladimir Padrino López da cuenta que son ocho los soldados del ejército venezolano fallecidos y que han resultado heridos 34 miembros del Ejército y que 21 ya tienen el alta médica. Mientras son aproximadamente 5,000 personas desplazadas para el sector de Colombia, este hecho está ocurriendo solo en el lado venezolano.
Una vez más, Fundaredes expresó que el 23 de abril dos helicópteros de las FANB trasladaron a 36 de sus miembros a la zona del conflicto el sector La Capilla, donde fueron atacados por los irregulares. De este hecho, resultaron 12 fallecidos y otros tres funcionarios militares resultaron heridos que lograron llegar tres días posteriores al momento del enfrentamiento y que existen militares desaparecidos sobre los cuales el gobierno no se ha pronunciado. El Ministerio de Defensa informó el 28 de abril después de este desafortunado enfrentamiento, el fallecimiento de ocho soldados venezolanos en combate El 11 de mayo por medio de un comunicado en Twitter el Comité Internacional de la Cruz Roja (CICR) recibió un mensaje por parte del grupo guerrillero, donde reclaman su mediación y la relación de ocho militares que se encuentran en calidad de rehenes (secuestrados por la guerrilla). Otros tres están desaparecidos.
Seuxis Paucias Hernández Solarte, alias «Jesús Santrich» uno de los líderes de las disidencia de las FARC-EP Segunda Marquetalia, resultó muerto en combate en el estado Zulia. No se confirmó si fue en represalia por estos hechos o fue un enfrentamiento entre bandas armadas venezolanas. Una emboscada a una patrulla de las FAES en la noche del 19 de mayo deja como saldo un fallecido que era el jefe de la Dirección de Investigación de estrategias y dos funcionarios heridos cuando trasladaban a 2 rehenes que fueron liberados por un grupo de 30 delincuentes armados, en Cabruta cerca a la ciudad de Caicara del Orinoco, en el estado Bolívar. El 14 de junio, guerrilleros amenazaron a los habitantes de Apure, diciendo "que se viene guerra".

##### 2022
No fue hasta el 7 de febrero del 2022 cuando el Frente Décimo Martín Villa anuncia que se involucrara a los combates en Apure y Arauca, señalando al ELN, otras disidencias y agentes del FANB de ser los principales generadores de violencia en la región.

### Intromisión del Tren de Aragua
El 3 de agosto la banda delincuencial del Tren de Aragua atacó y abatió a dos disidentes de la FARC-EP en el río Arauca a bordo de una canoa empezando una guerra por el control total del tráfico del río, uno de ellos era el cabecilla de la zona José Leonardo Guerrero Estrada alias "El Mono" del Frente Décimo de las disidencias de las FARC-EP. El 4 de agosto las disidencias de las FARC-EP torturan y asesinan al lanchero que transportó a los miembros del Tren de Aragua y alias “Ferley” decreta "Plan Pistola" contra la organización criminal venezolana y restringe el paso después de 6 PM por el río Arauca. El 8 de agosto de 2021 aparecen los cuerpos asesinados de alias ‘El Camionero’ y de alias ‘Chupón’ cabecillas del Tren de Aragua  a las orillas del río Arauca en vendetta por la muerte de alias "El Mono", otras personas muertas o desaparecidas serían víctimas inocentes o colaterales del hecho. El 12 de agosto subalternos de Darwin Rafael González Castillo alias "El Enano" jefe máximo del Tren de Aragua en Apure, lo entregan a manos de las disidencias de las FARC-EP junto con otros cabecillas de la organización. El 13 de agosto asesinado alias "Aron" cabecilla del Tren de Aragua que había sido retenido por las disidencias de las FARC-EP junto con alias "El Enano" se deja una nota a lado de su cadáver "Este es un mensaje para todos los que pertenecen al Tren de Aragua", ese mismo día detonan un artefacto explosivo frente a la barriada 20 de julio en Arauquita (Arauca), dando una advertencia a los vendedores de gasolina ilegal del Tren de Aragua. El 15 de agosto miembros de las disidencias de Gentil Duarte ejecutan a otros dos integrantes del Tren de Aragua en la frontera de Arauca-Apure. El 16 de agosto las Disidencias de las FARC-EP ejecutan a Dumar Maguiber Méndez,se le culpa de dar información de los movimientos de alias "El Mono" al Tren de Aragua. El 17 de agosto es asesinado por las Disidencias de Gentil Duarte el jefe máximo del Tren de Aragua en Arauca Darwin Rafael González Castillo "El Enano" por la muerte de alias "El Mono" posteriormente aparece un video en donde se incrimina a la policía de tener nexos con bandas criminales. El 24 de agosto sucede una masacre donde son asesinados a tres venezolanos por las disidencias de Gentil Duarte por pertenecer al Tren de Aragua sobre sus cuerpos dejaron un panfleto en el que se lee: "Plan Pistola. Tren de Aragua'" en Saravena (Arauca).
A comienzos de diciembre de 2021 caen muertos, en enfrentamientos contra disidencias de alias Gentil Duarte, resultando Hernán Darío Velásquez alias El Paisa y Henry Castellanos Garzón alias Romaña, en el Estado Apure, cercano a la frontera con Colombia en medio de una vendetta por narcotráfico contra las Disidencias de Frente décimo de las FARC-EP.

## Controversias
El día 2 de julio de 2021, Javier Tarazona fue detenido en horas de la mañana cuando se dirigió al Ministerio Público para levantar una denuncia de acoso y persecución por parte de funcionarios policiales, por agentes del Servicio Bolivariano de Inteligencia (SEBIN) en el estado Falcón junto con Rafael Tarazona y Omar García, activistas de Fundaredes; y Yhonny Romero, director de Mayday Confavid (Comité Nacional de Familias Víctimas de Desapariciones Forzadas en las Costas de Venezuela). Javier Tarazona venía denunciando a estos movimientos desde el mes de marzo, algo que incomodó al gobierno. Según el fiscal general Tarek William Saab, el pretexto para la privativa de libertad de Tarazona fue denunciar los vínculos del gobierno con grupos terroristas llevando solo una fotografía antigua sin fecha.

## Reacciones

### Nacionales
- El ministro del Poder Popular para la Defensa, Vladimir Padrino López informó el 22 de marzo que los enfrentamientos se habían hecho contra «grupos irregulares armados colombianos», aunque no dio detalles.[34]
- Iván Simonovis, expolicía de inteligencia, y comisionado de seguridad dentro del gobierno interino de Venezuela, condenó los enfrentamientos.[37]
- Juan Guaidó, parcialmente reconocido como presidente interino de Venezuela, afirmó vía Twitter «Maduro ha hecho de nuestro territorio un santuario para grupos irregulares armados que actúan ante la mirada cómplice de parte de la Fuerza Armada» y responsabilizó al gobierno chavista por los más de tres mil desplazados venezolanos.[70]

### Internacionales
- Human Rights Watch expresó su preocupación por la presencia de venezolanos en Colombia en calidad de desplazados y condenó las violaciones de derechos humanos en Apure de parte de fuerzas de seguridad del Estado.[37]
- El Ministro de Defensa de Colombia, Diego Molano, aseguró que existe un trío compuesto por el ELN, la Segunda Marquetalia y las Fuerzas Armadas de Venezuela para atacar a las disidencias que no cumplan las órdenes de Iván Márquez y Jesús Santrich con el fin de evitar que entorpezcan el negocio del narcotráfico.
- Alias Iván Márquez, John 40, entre otros de las Disidencias de las FARC-EP Segunda Marquetalia, se declararon en contra de los enfrentamientos con las Fuerza Armada Nacional Bolivariana, en abril de 2021.[71]
- Rodrigo Londoño, ex comandante de las FARC-EP y líder del partido político Comunes negó las relaciones o reuniones con las Disidencias de las FARC-EP.[72][73]